# مؤتمن‌السلطنه
میرزا محمدرضا مؤتمن‌السلطنه  از سیاستمداران ایرانی بود، که در   دوره چهارم به عنوان نماینده تربت حیدریه  در مجلس شورای ملی حضور داشت.
میرزا محمدرضا موتمن السلطنه شوهر خواهر مصدق و مستوفی خراسان بود و مصدق نزد وی موزه کارآموزی مستوفی می‌کرده‌است. 
مصدق در کتابش می‌نویسد در سال ۱۲۷۱ میرزا فتحعلی خان شیرازی صاحب دیوان والی خراسان بود و شصت هزار تومان به خزانه داده بود که می‌بایست از تفاوت عمل مرسوم و معمول جبران کند. نظر به اینکه بیست هزار تومان جدید محل معینی نداشت از این محل تفاوت عمل(یعنی اضافه مالیات بعضی سالها) ایالت خراسان برای من حقوق دولتی تعیین کردند.